# Ley 7722
La ley 7.722 es una norma argentina sancionada el 20 de junio de 2007, que regula la actividad minera prohibiendo el uso de sustancias químicas tóxicas, en la minería metalífera en la provincia de Mendoza. Se considera una verdadera manifestación de consenso social, ya que integró el sentir del pueblo mendocino en cuanto al cuidado del medio ambiente y del agua.  
El 21 de diciembre de 2019 se aprobó un proyecto de modificación para flexibilizar el uso de dichas sustancias, el cual fue sancionado con fuerza de ley el 23 de diciembre de 2019 (ley 9.209). Sin embargo, el 26 de diciembre el gobernador Rodolfo Suárez anunció la suspensión de la reglamentación y derogación de la misma tras el rechazo de la sociedad a las modificaciones en todo el proceso de la reforma. Finalmente, el 30 de diciembre de 2019 se derogó la ley modificatoria. 
El debate en torno a los cambios derivó en un conflicto socio-ambiental, y generó una protesta social masiva en toda la provincia, que comenzó en el departamento de San Carlos con la movilización a pie de cientos de familias, con la intención de llegar a la ciudad de Mendoza para reclamar la no modificación de la ley 7722. En el trayecto de la Ruta 40 se fueron incorporando ciudadanos de otros pueblos. Así surgió la expresión "Parientazo: la marcha más grande de la historia de Mendoza" los días 22 y 23 del mes de diciembre del año 2019, que luego prosiguió en vísperas de Nochebuena y sucesivas marchas en toda la provincia los días posteriores.

## Ley 7.722 del 2007
El objeto de la ley se encuentra establecido en su artículo 1, el cual establece "la prohibición, en el territorio de la Provincia de Mendoza, del uso de sustancias químicas como cianuro, mercurio, ácido sulfúrico, y otras sustancias tóxicas similares en los procesos mineros metalíferos de cateo, prospección, exploración, explotación y/o industrialización de minerales metalíferos obtenidos a través de cualquier método extractivo" a fin de "garantizar debidamente los recursos naturales con especial énfasis en la tutela del recurso hídrico" (art.1)
La ley establece obligaciones para las empresas, expresando por un lado que las que al momento de la sanción de la ley tuvieran concesiones de yacimientos minerales metalíferos deben presentar el Informe de Partida (establecido en el art. 24 del decreto 2109/94) (art. 2), por otro, que aquellos proyectos obtenidos las fases de cateo, prospección, exploración, explotación o industrialización deben presentar una Manifestación Específica de Impacto Ambiental (MEIA) y la Declaración de Impacto Ambiental (DIA) debe ser ratificada por ley (Art. 3).
Determina como autoridad de aplicación al Ministerio de Ambiente y Obras Públicas (actual Secretaría de Ambiente y Ordenamiento Territorial), al cual le otorga como funciones establecer un Seguro de Garantía Ambiental y la Policía Ambiental Minera (Art. 5).
Al tener especial tutela del recurso hídrico como señala en su artículo 1, coloca como un actor para la aplicación de la misma para ejercer control y seguimiento de los emprendimientos mineros en Mendoza al Departamento General de Irrigación (DGI), quien está a cargo exclusivo de todo lo referente a la irrigación en la provincia.
Esta norma fue declarada como constitucional a través del fallo de la Corte Suprema provincial en el año 2015 ante la causa caratulada "Mineria del Oeste SRL y OT. C/ Gbno. de la provincia p/ acción de inconstitucionalidad", además ha sido descrita como una ley de "contenido estratégico para el desarrollo presente y futuro de la provincia"
Entonces las características principales de la norma original son: 
1. La prohibición del uso de sustancias tóxicas como cianuro, mercurio, ácido sulfúrico principalmente y
2. La ratificación de la DIA por ley, es decir, con aprobación de la legislatura.

## Ley 9.209: Reforma de la Ley 7.722
El proyecto de modificación de la ley fue puesto en consideración de la legislatura por el gobernador Suárez el 10 de diciembre de 2019. Este proyecto se basó en dos ejes, el primero en cuanto a cambios en los artículos 1, 3, 4, 5 y 7 (art. 1), y el segundo, a la introducción de los artículos 8, 9, 10, 11, 12, 13, 14 y 15 (art. 2). El mismo se aprobó en ambas cámaras el día 21 de diciembre y transcurridos dos días, el 23 de diciembre, fue sancionado como ley.

### Debate legislativo
El viernes 20 de diciembre de 2019 se produjo la votación en ambas cámaras: en la Cámara de Senadores el proyecto de modificación obtuvo 29 votos a favor y 7 en contra, y en la Cámara de Diputados 36 votos positivos, 11 negativos y una abstención. El debate se puede ver por el canal de Youtube de la legislatura de Mendoza "Legislatura TV Mendoza". El tratamiento que se le dio fue catalogado como "express" por el senador Marcelo Romano y tuvo repercusión a nivel nacional e internacional. 
| Bloque          | Cámara de Senadores | Cámara de Senadores                                |
| Bloque          | Votos a favor | Votos en contra                                    |
| --------------- | --- | -------------------------------------------------- |
| Frente de Todos | Alejandro Abraham, Mauricio Sat, Samuel Barcudi, Adolfo Bermejo, Natalia Vicencio, Silvina Camiolo, Forencia Canali, Fernando Moyano, Lucas Ilardo, Hilda Quiroga, Cecilia Juri | Bartolomé Robles. Andrea Blandini                  |
| Cambia Mendoza  | Diego Costarelli, Alejandro Diumenjo, Natalia Eisenchlas, Jorge Carballo, Laura Contreras, María Cannizzo, Carina Lacroux, Gustavo Pinto, Pablo Priore, Lucas Quesada, Gladys Rocca, Marcelo Rubio, Gladys Ruiz, Rolando Baldasso, María Mercedes Rus, Claudia Salas, Gabriela Testa | Fernando Alín Ernesto, Mancinelli, Leonardo Viñolo |
| FIT             | | Lautaro Jiménez                                    |
| Protectora      | | Marcelo Romano                                     |
| Masfe           | Héctor Bonarrico |                                                    |

| Bloque                | Cámara de Diputados | Cámara de Diputados                                                              | Cámara de Diputados |
| Bloque                | Votos a favor | Votos en contra                                                                  | Abstenciones        |
| --------------------- | --- | -------------------------------------------------------------------------------- | ------------------- |
| Frente de Todos       | Marcelo Aparicio, Silvia Stocco, Carlos Sosa, Helio Perviú, Liliana Paponet, Verónica Valverde, Néstor Márquez, Duilio Pezzuti, Marisa Garnica, Bruno Ceschín, Germán Gómez, Silvia Stocco, Paola Calle | Laura Soto, Cristina Pérez, Gustavo Majstruk, Laura Chazarreta, Edgardo González |                     |
| Cambia Mendoza        | Jorge López, Cecilia Rodríguez, Claudia Bassin, Tamara Salomón, Jorge Sosa, Marcela Fernández, Gustavo Ruiz, Daniela García, Andrés Lombardi, Paula Zelaya, José Orts, Sandra Astudillo, Carolina Lencinas, Paula Allasino, Adrián Reche, María José Sanz, Ana, María Andía, Hebe Casado, Álvaro Martínez, Gustavo Cairo, José María Videla, Guillermo Mosso, Josefina Canale | Jorge Difonso, Mauricio Torres, Maricel Arriaga                                  |                     |
| FIT                   | | Maile Rodríguez                                                                  |                     |
| Protectora            | | Pablo Cairo, Mario Vadillo                                                       |                     |
| Partido Intransigente | Eduardo Martínez |                                                                                  |                     |
| Partido Demócrata     | |                                                                                  | Mercedes Llano      |

## Modificaciones
En referencia a los artículos modificados, el objeto de la ley es establecer solo "el uso de sustancias químicas, mezclas o disoluciones de ellas, que aseguren la sostenibilidad del proyecto" y limitar "aquellos productos cuya producción, importación y uso esté permitido en la República Argentina, y su aplicación, transporte, almacenamiento y distribución estará sujeto a las normas vigentes provinciales, nacionales e internacionales" a fin de "garantizar la sustentabilidad en el aprovechamiento de los recursos naturales, con especial énfasis en la tutela del recurso hídrico y asegurar el cumplimiento de la actividad minera". A su vez establece que lo anterior será en base los principios ambientales de sustentabilidad establecidos en diversas normas ambientales nacionales y provinciales (art. 1).
| Norma                                           | Ámbito     | Tipo                                       | Temática |
| ----------------------------------------------- | ---------- | ------------------------------------------ | --- |
| Art. 124, Constitución Nacional                 | Nacional   | Artículo                                   | Dominio de las provincias de los recursos naturales en su territorio.                                                            |
| Ley 25.675 General del Ambiente                 | Nacional   | Presupuesto Mínimo de Protección Ambiental | Política Ambiental, principios e instrumentos de política ambiental                                                              |
| Ley 24.585 Código de minería                    | Nacional   |                                            | Protección ambiental de la actividad minera                                                                                      |
| Ley 26.639                                      | Nacional   |                                            | Preservación de los Glaciares y del Ambiente Periglacial                                                                         |
| Art. 1, Constitución de la provincia de Mendoza | Provincial | Artículo                                   | Yacimientos de hidrocarburos líquidos o gaseosos son "patrimonio exclusivo, inalienable e imprescriptible del Estado Provincial" |
| Ley 5.961 General del Ambiente                  | Provincial | Política Ambiental                         | Política Ambiental, Procedimiento de Evaluación de Impacto Ambiental (EIA)                                                       |
| Ley 5.917                                       | Provincial | Adhesión a Ley 24.051                      | Residuos Peligrosos |
| Ley 8.051                                       | Provincial | Gestión Ambiental                          | Ordenamiento Territorial |
| Ley 8.999                                       | Provincial | Planificación                              | Plan de Ordenamiento Territorial                                                                                                 |
| Ley 6.045                                       | Provincial |                                            | Protección de Áreas Naturales |

Sobre las sustancias químicas, prohíbe solo el uso de mercurio (en todas sus formas) a través del Convenio de Minamata, que Argentina lo ha ratificado mediante la ley Nacional 27.356. Sobre los efluentes generados establece la obligación de cumplir con parámetros establecidos por la resolución 778/96 del DGI (art. 1).
Luego establece que la DIA de todos los proyectos mineros debe "contener los informes sectoriales Municipales del lugar donde pretenda ejecutarse, del Departamento General de Irrigación, del Instituto Argentino de Nivología, Glaciología y Ciencias Ambientales (IANIGLA) Archivado el 17 de abril de 2020 en Wayback Machine., y de otros organismos que considere la autoridad de aplicación como necesarios" y "una manifestación específica de impacto ambiental sobre los recursos hídricos" (art. 3).
También hace expreso que se deben tener en cuenta limitaciones que establecen normas ambientales provinciales tales como la Ley Provincial 8.051 de Ordenamiento Territorial de Mendoza, Ley Provincial 8.999 del Plan de Ordenamiento Territorial de Mendoza; Ley Nacional 26.639 sobre el Régimen de Presupuestos Mínimos para la Preservación de Glaciares y del Ambiente Periglaciar y Ley Provincial 6.045 de Protección de Áreas Naturales Provinciales. Se designa como autoridad de aplicación a la Secretaría de Ambiente y Ordenamiento Territorial (SAyOT) u "organismo que la reemplace", a su vez, crea dentro de esta secretaría la Policía Ambiental, que tendrá como función el control y seguimiento de los emprendimientos. Específicamente a la "preservación y uso del agua" el encargado del control y seguimiento de los emprendimientos en todas sus etapas es el DGI. La ciudadanía podrá participar en el control a través de la red de Vigilancia Ambiental (art. 34 del decreto provincial 820/06) (art.4). En esta línea, en el artículo 5 plantea que las Audiencias Públicas correspondientes del las Evaluaciones de Impacto Ambiental de cada emprendimiento "deberán llevarse a cabo en los Departamentos donde se localicen estos con el fin de garantizar la participación de la ciudadanía local y los proyectos deberán desarrollarse de acuerdo a los lineamientos del respectivo Plan de Ordenamiento Territorial Archivado el 26 de diciembre de 2019 en Wayback Machine."
Con el fin de la reparación, rehabilitación, recomposición y restauración ambiental por daños probables producto de la actividad extractiva incorpora el artículo 7 donde establece que se debe contratar un "seguro de responsabilidad civil, caución, fianza bancaria, fondo de reparación u otra garantía equivalente" (Art. 7)
En el artículo 2, propone 8 artículos nuevos donde establece la creación de un "mecanismo de acceso remoto a la información simple y ágil (portal digital)" para que la población pueda "conocer en todo momento el estado de avance de los proyectos mineros de primera categoría en cualquiera de sus etapas" (art. 8), la creación de una "Comisión Bicameral de Contralor Ambiental" y seguimiento de actividades extractivas en todo el territorio de Mendoza, la cual tiene la función de "informar anualmente el estado del ambiente en la provincia en relación con la actividad minera y petrolera, y el cumplimiento o no, por parte del Poder Ejecutivo y las empresas de las normas de cuidado y preservación del agua y el ambiente" (art. 9), contratación por parte del Gobierno Provincial de auditorias internacionales "de probada experiencia" para que se realice un "informe del estado de las explotaciones mineras, cumplimiento de las normas ambientales, condiciones de seguridad, existencia de incidentes ambientales y eventuales alcances y toda otra información que requieran los controles establecidos en la presente ley” (art. 10), creación de un Fondo de Compensación para la Gestión Integrada del Recurso Hídrico y Saneamiento" (art. 11), obligación de certificar con "normas de cuidado ambiental" y adhesión a "programas de responsabilidad, transparencia e integridad de reconocida efectividad" (art. 11), creación de una "Empresa Provincial Minera" para la "participación del estado en la explotación de los recursos minerales" y modificar la ley 3790 a través de un proyecto de modificación (Art. 14)
Por último, incluye la "generación de energía eléctrica para autoconsumo a partir de fuentes renovables" por parte de los proyectos mineros. Y establece como organismo competente para el diseño y monitoreo de diques de cola al "Organismo Regulador de Seguridad de Presas (ORSEP) u organismo que lo remplace" (art. 12)
La reforma de la ley permite fundamentalmente que se activen 19 proyectos mineros que no podían desarrollarse debido a las sustancias químicas que utilizan en sus procesos. Los proyectos que se habilitan a partir de la sanción son en su mayoría para la explotación de cobre (10), los restantes se reparte entre uranio, oro, plomo, plata, zinc y hierro. Estos son:
- Sierra Pintada (uranio),

- San Jorge (cobre y oro),

- Don Sixto (oro, ubicada entre San Rafael y Malargüe),

- Paramillos (plomo, plata y zinc),

- Elisa (cobre),

- Hierro Indio (hierro),

- Paramillos Sur (cobre),

- Papagallos (cobre y oro),

- Santa Clara (oro),

- Barroso (cobre),

- Cerro Amarillo (cobre),

- Matancillas (cobre),

- Callejón Grande(cobre),

- El Seguro (cobre) y

- Quebrada Amarilla (cobre).

### Comparativa de los cambios dados a partir del proyecto de modificación[8]
| Aspectos principales                     | Ley 7722 del 2007 | Ley 7722 Modificación |
| ---------------------------------------- | --- | --- |
| Objeto                                   | Prohibir "uso de sustancias químicas a fin de garantizar debidamente los recursos naturales con especial énfasis en la tutela del recurso hídrico" (art. 1)                           | Permitir el uso de sustancias químicas, mezclas o disoluciones de ellas, que aseguren la sostenibilidad del proyecto" y limitar "aquellos productos cuya producción, importación y uso esté prohibido en la República Argentina, y su aplicación, transporte, almacenamiento y distribución estará sujeto a las normas vigentes provinciales, nacionales e internacionales" (art. 1). |
| Sustancias químicas                      | Se prohíbe el cianuro, mercurio, ácido sulfúrico, y otras sustancias tóxicas similares                                                                                                | Se prohíbe el mercurio (en todas sus formas). Se permite el uso de mezclas o disoluciones de sustancias químicas (ver condiciones en artículo 1 de la ley). Permite el cianuro y ácido sulfúrico. |
| Estudios ambientales para obtener la DIA | Informe de partida (art. 24 decreto 2109/94), Informes sectoriales (art. ley 5961) municipales, del DGI y otros. Manifestación específica de impacto ambiental (art. 30 ley 5961/92). | Informes sectoriales municipales, del DGI, IANIGLA y otros. Manifestación específica de impacto ambiental (art. 30 ley 5961/92). |
| Autoridad de Aplicación                  | Ministerio de Ambiente y Obras públicas | Secretaría de Ambiente y Ordenamiento Territorial u organismo que la reemplace |
| Instrumentos y organismos de control     | Policía Ambiental Minera, DGI | Policía Ambiental, DGI, Comisión Bicameral de Contralor Ambiental, auditorias internacionales y normas de cuidado ambiental y Organismo Regulador de Seguridad de Presas (ORSEP) |
| Compensación ambiental                   | Seguro de Garantía Ambiental | Fondo de Compensación para la Gestión Integrada del Recurso Hídrico y Saneamiento |
| Participación ciudadana                  | Participación en todo el proceso de los municipios de las cuencas hídricas. | Red de Vigilancia Ambiental. Audiencias públicas en el lugar donde se lleva a cabo el proyecto. Lineamientos del Plan de Ordenamiento Territorial. Portal digital para el acceso remoto a la información. |
| Ratificación de DIA                      | Por ley (legislatura). | Autoridad de Aplicación (Secretaría de Ambiente y Ordenamiento Territorial). |

## Debate social sobre la reforma
Ante las modificaciones planteadas comenzaron a alzarse voces a favor y en contra de la modificación que tuvieron lugar antes, durante y después del tratamiento legislativo. Se expresaron de diferentes sectores, gubernamental, científico-académico, Iglesia, ONG´s y comunidades y asambleas por el agua. Luego de la aprobación de la reforma estos sectores expresaron su descontento en una marcha masiva y pidieron vetar la modificación. 
Los argumentos que fundamentan la aplicación de la minería se basan en aspectos económicos sumado a la coyuntura actual se diferencia al del momento cuando se sancionó la ley 7.722 (año 2007), los mismos provienen del sector gubernamental y del empresariado fundamentalmente. Por un lado, consideran el agua como un "recurso vital para la economía de la provincia" ya que aseguran que permite diversificar la matriz productiva y la generación de "17.550 puestos de trabajo durante la etapa de construcción de seis de los proyectos principales y otros 39.240 en la etapa productiva, entre mano de obra directa e indirecta", además la generación de 349.234 millones de dólares (valor bruto del mineral) En cuanto a la dimensión ambiental,  arguyen que la protección del recurso hídrico estará garantizada ya que la actividad posee "estrictos controles".
También justifican el cambio basados en el contexto social y legal de ese momento, lo caracterizan como un "momento de alta conflictividad social provocada por el temor de que la actividad minera metalífera contaminara el agua" y en el cual no se poseían los mecanismos legales "necesarios para definir y controlar algunos aspectos de la actividad minera metalífera".
Otra línea argumentativa ve a la reforma aprobada como una "oportunidad para elevar el nivel de debate" y tener un "rol activo en los controles". Considera que la responsabilidad del cuidado del agua es de la población, esgrimiendo que la sociedad desperdicia millones de litros de agua en "acequias tapadas, llenando piletas, regando miles de hectáreas con sistemas ineficientes o perdiendo los aspersores en los jardines" y que "cuidar el agua es comprometerse y controlar a la minería" y no ir en contra de la minería.
| Argumentos a favor de la reforma                             | Autor                         | Sector        | Fecha    |
| ------------------------------------------------------------ | ----------------------------- | ------------- | -------- |
| Nota N° 503-L a la Honorable Legislatura de la provincia     | Gobernador Dr. Rodolfo Suárez | Gubernamental | 10/12/19 |
| Informe de la Cámara Mendocina de Empresarios Mineros (CAEM) | CAEM                          | Empresarial   |          |
| La paradoja de la minería que llega a cuidar el agua         | Diario en línea Mdz           | Prensa        | 22/12/19 |

Dentro de los que se encuentran en contraposición a la modificación de la ley 7.722, están los sectores científico-académicos, organizaciones no gubernamentales, asociaciones departamentales por el agua y la sociedad civil en general. Los argumentos se basan en el contexto y situación ambiental a nivel global y local, el marco legal asociado que se ve afectado y las principales críticas son en torno al permiso de uso de sustancias químicas como el cianuro y el hecho de que la DIA no debe ser ratificada por la legislatura. 
| Argumentos en contra de la reforma                                                                      | Autor                                                 | Sector     | Fecha    |
| --- | ----------------------------------------------------- | ---------- | -------- |
| "Carta abierta a los legisladores que dudan en derogar la ley 7722"                                     | Lic. Eduardo Sosa                                     | Académico  | 15/11/12 |
| Comunicado del IANIGLA-CONICET                                                                          | IANIGLA - CONICET                                     | Científico | 19/12/19 |
| "Comunicado de Oikos respecto de la modificación a la ley 7722 La transformación del oasis en desierto" | Oikos Red Ambiental                                   | ONG        | 19/12/19 |
| "Greenpeace: “Le quitan el agua a los mendocinos para dársela a las mineras”"                           | Greenpeace Argentina                                  | ONG        | 20/12/19 |
| "He escuchado el clamor de mi pueblo"                                                                   | Arzobispado de Mendoza (Mons. Marcelo Daniel Colombo) | Iglesia    | 23/12/19 |

## Derogación de la ley 9.209
Luego de las masivas manifestaciones que se realizaron en la provincia, sumadas a la presión de varias comunas mendocinas que anunciaron que no realizarían las fiestas departamentales de la vendimia, el gobernador de la provincia Rodolfo Suarez comunicó, a través de su cuenta de Twitter, que darían marcha atrás con la reforma de la ley 7.722. Finalmente el día lunes 30 de diciembre de 2019, en una sesión extraordinaria, senadores y diputados votaron a favor de derogar la ley 9.209. Esto dejó sin efecto las modificaciones aprobadas anteriormente, y se restableció la vigencia de la ley 7.722. 